# Donator (1989.)
Donator, hrvatski dugometražni film iz 1989. godine.